# Тимофеев, Павел Тимофеевич
Павел Тимофеевич Тимофеев (28 октября 1903, д. Старое Тогаево (ныне Мариинско-Посадский район — 2 февраля 1972, Чебоксары) — лесовод, организатор производства.

## Биография
Павел Тимофеевич Тимофеев родился в д. Тогаево (Нарат Чакки) Чебоксарского уезда (ныне Мариинско-Посадский район Чувашской Республики). Окончил Казанский институт сельского хозяйства и лесоводства (1926). Работал помощником лесничего Ильинского лесничества, лесничим Сормин. лесничества, зам. директора Вурнарского леспромхоза, инспектором лесов Центрального совета народного хозяйства Чувашской АССР, специалистом треста «Чувашлес», директором Чебоксарского леспромхоза. В 1940—1943 гг. — зав. отделом лесной промышленности Чувашского обкома ВКП(б). С 1943 по 1968 директор Опытного лесхоза. Внес значительный вклад в дело охраны и воспроизводства лесных ресурсов республики, особое внимание уделял проблемам восстановления дубрав. Заслуженный лесовод РСФСР (1962). Награждён орденом «Знак Почета».